# 소현초등학교
소현초등학교는 대한민국 경기도 용인시 수지구에 있는 공립 초등학교이다.

## 학교 연혁
- 2002년 1월 14일 경기도립학교 설치(조례3163호)
- 2003년 4월 2일 11학급 편성 인가
- 2003년 5월 20일 소현초등학교 개교(11학급)
- 2004년 1월 5일 경기도립병설유치원 설치(조례3312호)
- 2014년 2월 13일 제11회 졸업장 수여식(127명)
- 2014년 3월 1일 제6대 신동범 교장 취임
- 2014년 3월 1일 24학급 편성, 특수학급 1학급 편성, 병설유치원 2학급 편성